# Julian Iantzi
Julian Iantzi Mitxelena  (Woodland, California, Estados Unidos, 4 de noviembre de 1967- ) es un presentador de televisión español.

## Biografía
Julian Iantzi nació el 4 de noviembre de 1967 en la localidad californiana de Woodland en Estados Unidos. Hijo de Ángel Iantzi Elizondo y de Txelo Mitxelena Irazoki, naturales de la localidad Navarra de Lesaca  en España. La historia de los Iantzi y de su periplo americano comenzó en los años 1960, cuando su padre decidió marcharse a Estados Unidos de pastor. Allí estuvo veintitrés años, trece como pastor y otros diez trabajando en un rancho. Durante ese tiempo, se casó y tuvo dos hijos y una hija —entre ellos, Julian— nacidos todos en California. Vivieron en Dixon, pero sus padres siempre mantuvieron el objetivo de regresar a Lesaca. Aunque en aquella época se ganaba un buen salario con el pastoreo, en la decisión de volver pesó mucho el hecho de que gran parte de la familia estuviera en Lesaca y que los hijos empezaban a entrar en edad escolar.
Iantzi, que hasta los siete años hablaba euskera, español e inglés indistintamente, es una persona muy sensibilizada con el movimiento euskaltzale para difundir el uso del euskera. Fue miembro de EGI, las juventudes del Partido Nacionalista Vasco, y en 1991 participó en la campaña de desprestigio contra Egin, periódico con una línea editorial cercana a la izquierda abertzale y que fue clausurado en 1998.

### Carrera profesional
Iantzi comenzó su recorrido laboral trabajando de administrativo, vendedor de seguros y hostelero. Se inició en el mundo audiovisual en Canal 4, un canal de televisión local de Pamplona, colaborando en uno de sus programas durante un año.
En 2001 entró en Euskal Telebista, la televisión pública vasca, donde presentó programas como Basetxea, Begia gose, Sorginen laratza, La flecha amarilla, El conquistador del fin del mundo, El conquistador del Aconcagua, programas especiales de fiestas, etc. Ha participado como guía en una serie de reportajes sobre la vida de las comunidades vascas de Estados Unidos.
En 2007 comenzó a presentar en canales genéricos de cobertura nacional con el programa Brainiac de Cuatro. En 2008 presentó en La Sexta el programa El muro infernal, la versión española del exitoso formato Hole in the wall de Fuji TV, que fue retirado de la parrilla al poco tiempo por su discreta audiencia. Luego fue copresentador en Antena 3 del programa veraniego Vaya par... de tres. Posteriormente volvería a Cuatro para presentar Billete a Brasil y, en 2015, a La Sexta para colaborar en el programa Zapeando. En 2017 regresó a Antena 3 para presentar Contigo al fin del mundo. Presentador de la retransmisión en directo de los encierros de las fiestas de San Fermín de Pamplona en las ediciones de 2022, donde sustituyó al histórico periodista de Televisión Española Javier Solano y donde surgió una polémica por la baja calidad de las retrasmisiones y falta de conocimientos para con el mundo taurino, y 2023 en el programa  Viva San Fermín 2023.
En 2023 anunció su retirada de ETB2 como presentador de El conquistador del fin del mundo, tras 19 ediciones consecutivas, para seguir como presentador de la versión homónima de Televisión Española. Tras un año de ausencia, regresó al programa vasco, pero esta vez como presentador de los debates.